# Festival of the Sons of the Clergy
Das Festival of the Sons of the Clergy (Fest der Söhne des Klerus) ist eine jährlich in London stattfindende Wohltätigkeitsveranstaltung. Sie besteht aus einem Festgottesdienst in St Paul’s Cathedral und einem Galadiner, deren Kollekte und Erlöse der Versorgung von Witwen und Kindern von Geistlichen der Kirche von England zugutekommen. Der Gottesdienst ist seit gut 300 Jahren ein Höhepunkt der Kirchenmusik und ein Forum für herausragende Prediger der englischen Kirche. Das Fest dient auch der öffentlichen Begegnung von kirchlichen und staatlichen Repräsentanten.
Das erste Festival fand 1655 statt und sollte den Hinterbliebenen solcher Geistlicher den Lebensunterhalt sichern, die unter Oliver Cromwell königstreu geblieben waren und deswegen ihr Einkommen verloren hatten.